# Веде
Веде (нем. Weede) — община в Германии, в земле Шлезвиг-Гольштейн.
Входит в состав района Зегеберг. Подчиняется управлению Трафе-Ланд. Население составляет 1027 человек (на 31 декабря 2010 года). Занимает площадь 16,41 км².